# 潘塞萊科斯足球俱樂部
潘塞萊科斯足球俱樂部（希臘語：Πανσερραϊκός），是一家位於希臘中馬其頓大區塞雷的足球俱樂部。该俱乐部目前正在于希臘足球超級聯賽比赛。

## 榮譽
- 希臘足球超級聯賽2冠軍 : 1964–65, 1971–72, 1979–80, 2007–08, 2022–23
- 希臘足球聯賽冠軍 : 1993–94, 2014–15
- 希臘足球乙級聯賽冠軍 : 2019–20

## 外部連結
- Official website （页面存档备份，存于） （希臘語）